# چن چیچیو
چن چیچیو (انگلیسی: Chen Qiqiu؛ زادهٔ ۴ ژانویهٔ ۱۹۷۸) بدمینتون‌باز اهل چین بود. وی در بازی‌های المپیک تابستانی ۲۰۰۰ و ۲۰۰۴ شرکت کرده‌است.